# 하니 (대한민국의 가수)
하니(본명: 안희연, 安喜延, 1992년 5월 1일~)는 대한민국의 가수이자 배우이다. 걸그룹 EXID의 일원이었다.

## 학력
- 서울대모초등학교 (졸업)
- 대왕중학교 (졸업)
- 지리산고등학교 (졸업)
- 글로벌사이버대학교 방송연예학과 (졸업)
- 상명대학교 통합심리치료대학원 예술치료학과 (졸업)

## 생애

### 데뷔 전
하니(안희연)은 1992년 5월 1일 대한민국 서울특별시 서대문구 연희동에서 태어났으며, 그의 아버지와 어머니는 연세대학교에서 처음 만났으며, 이 때문에 첫째 딸인 하니의 이름을 "연세대에서 당신을 만나 기쁘다"라는 뜻의 희연으로 지었다.
어린 시절부터 하니는 야외활동을 좋아하던 부모 때문에 등반, 축구, 사이클, 철인3종경기, 스키 등 여러 운동을 접하며 학창시절을 보냈다. 2003년과 2005년 각각 수영대회에서 은메달을 수상하기도 했으며, 2004년에는 철인3종 트라이애론에서 동메달을 수상하기도 했다. 남동생 안태환 역시 하니와 함께 운동을 했다. 청소년 시기에는 음악보다는 만화나 운동에 더욱 관심을 가졌다. 하니는 만약 가수가 되지 않았다면 운동을 했을 것이라고 밝히기도 했다. 하니의 부모는 하니와 안태환에게 동요를 가르쳤는데 2002년 KBS 2TV에서 방영된 <열려라 동요세상>에 안태환과 함께 출연하여 쿨의 <Jumpo Mambo>를 개사하여 불러 수상하였다.
중학교 3학년이던 2007년 7월 JYP 엔터테인먼트의 연습생 2기 오디션에 응시했다. 그때 만난 사람들은 인피니트의 호야, AOA의 초아, 씨스타의 효린이었다. 오디션 결승에서는 AOA의 초아와 라이브 무대 공연으로 맞붙었다. 당시 불렀던 곡은 쥬얼리의 Superstar였다. 그 결과로 초아와 호야는 떨어졌고, 하니는 효린과 함께 합격해 JYP에서 연습생 시절을 보냈다. 하니의 오디션 과정은 당시 엠군을 통해 공개되었다. 이 후 JYP 연습생이었던 시크릿의 송지은, 씨스타의 효린, 베스티의 유지와 함께 'JYP 빅마마'로 데뷔할 뻔 했으나 2008년 JYP의 미국 시장 진출과 세계금융위기로 인하여 데뷔는 무산되었고 4명은 뿔뿔이 흩어졌다. 후에 효린이 씨스타 데뷔를 앞두고 하니에게 함께 하자고 제안했으나, 이전에 데뷔가 무산되었던 상처가 컸던 나머지 제안을 거절하였다.
JYP에서 제명당한 뒤 하니는 가수의 꿈을 접고 안태환과 함께 중국 유학을 떠났다. 중국에서 18개월 동안 기숙학교에서 지내며 학업에만 전념하였으나, 문득 자신의 길을 자신이 선택해야 한다는 생각을 했고 자신이 진정 원하는 건 음악이라고 생각해 유학 생활을 접고 귀국, 2011년 신사동호랭이에게 스카우트되어 그의 회사에 들어가게 된다. 당시 신사동호랭이는 현아, 포미닛, 나인뮤지스 등 인기가수들의 앨범 프로듀싱을 맡으며 신세대 작곡가라는 타이틀로 전성기를 누리고 있었다. 신사동호랭이는 타 가수 프로듀싱을 넘어 자체 걸그룹 제작을 목표로 두고 있었는데 JYP 연습생 시절 하니와 인연이 있어 하니를 부른 것이었다. 하니는 이 후 과거 JYP에서 같이 연습생 생활을 했던 유지와 강혜연, 나해령, 정화를 섭외하였고 언더 래퍼로 활동하고 있던 LE가 추가로 합류하여 마침내 EXID가 결성되게 되었다.

### EXID
2012년 2월 EXID 멤버로 드디어 가요계에 데뷔한다. 그러나 신사동호랭이의 네임벨류에 비해 반응은 크지 않았고 데뷔 1달 후인 2012년 3월에는 호주 가수 세바스찬 가이가 EXID의 데뷔곡 <WHOZ THAT GIRL>이 자신의 노래 <Who's that girl>를 표절하였다고 주장하였고, 이 때문에 EXID는 데뷔 앨범 활동을 1달 반만에 중단해야 했다. 현재 <WHOZ THAT GIRL>의 저작권은 세바스찬 가이와 신사동호랭이의 합의를 통해 세바스찬 가이에게 모두 넘어간 상태이다. 2012년 4월 30일 멤버 유지, 해령, 다미는 그룹 탈퇴를 발표하였고 그룹은 해체 위기에 놓였으나, 과거 2NB로 활동하던 솔지와 광주에서 스카우트된 혜린이 새 멤버로 합류하여 5인조로 재정비되었다.
5인조가 된 EXID는 그 해 8월 미니 1집 《HIPPITY HOP》의 타이틀 곡 〈I feel good〉으로 활동을 재개하였고 2개월 후인 10월에는 <매일 밤> 싱글을 발표하였으나 역시 큰 반응은 얻지 못했다. 하니는 매일 밤 앨범에서 코러스를 맡았는데, 하니는 이후 본인이 가장 애착을 가지는 곡으로 매일 밤을 뽑았다.
2013년 2월 하니는 같은 팀 멤버 솔지와 함께 유닛 다소니로 활동을 시작했다. 같은 시기 슈퍼주니어의 멤버인 신동이 진행하는 MBC FM4U의 심심타파에 고정게스트로 합류하여 9개월간 활동하였으나 역시 큰 반응을 이끌어내지 못했고 결국 EXID는 위아래 발매 이전까지 22개월에 다하는 긴 공백기를 가져야 했다. 하니는 이 시기 라디오 게스트로 간간히 출연하며 생계를 유지하였는데, EXID가 지내던 옥수동의 숙소에서 매일 라면만 먹으며 생활하였다. 본인만의 셀카 기술이라고 이야기했던 이른바 '발셀카' 로 잠시 커뮤니티 사이트에서 유명세를 타기도 했다.
2014년 8월 27일 긴 공백기를 지나 <위아래>가 발매되었고, 초반에는 반응이 없었다. 본래 위아래는 EXID의 마지막 앨범으로 여겨졌고, 실제로 위아래의 반응이 없을 시 해체를 예정했을만큼 EXID의 상황은 심각했다. 위아래의 발매 쇼케이스에서 하니는 무대의상인 검은색 구두를 구하지 못해 흰 구두에 직접 검은색 매직으로 칠한 뒤 무대에 오르기도 했다. 여타할 반응이 없자 EXID는 9월 이후 음반활동을 접고 10월부터는 행사만 다니기 시작했다.
그러던 2014년 10월 9일 EXID는 파주시의 한 군 축제에 참석해 위아래를 불렀는데, 당시 하니의 공연 장면을 직캠 유튜버 Pharkill이 유튜브에 업로드했고 이 영상이 인기를 얻으면서 차트아웃되던 위아래의 역주행이 시작, 11월 다시 차트에 진입한 데 이어 2015년 1월 4일 국내 최대 음원사이트인 멜론에서 차트 1위를 차지하였다. 같은 주인 1월 9일에는 KBS 뮤직뱅크에서 데뷔 후 첫 1위를 차지하였으며, 이 때 다른 멤버들은 오열하였으나 하니는 눈물을 흘리지 않고 환하게 웃는 모습을 보였다.
위아래의 역주행 이후 하니는 여러 프로그램에 섭외되어 활발히 활동하였다.

### 활동 사진

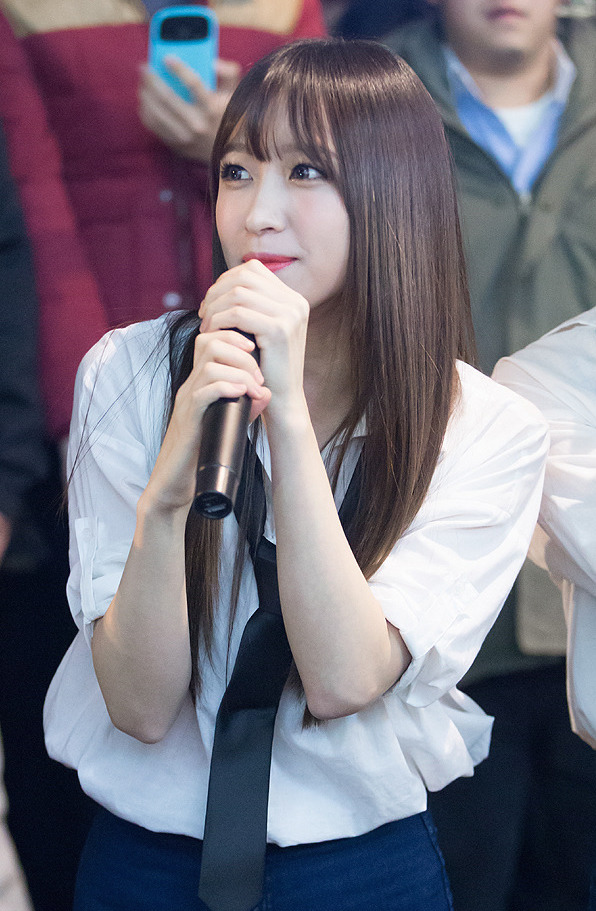
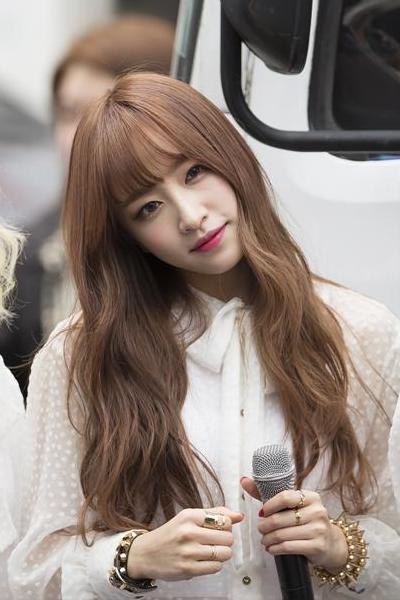
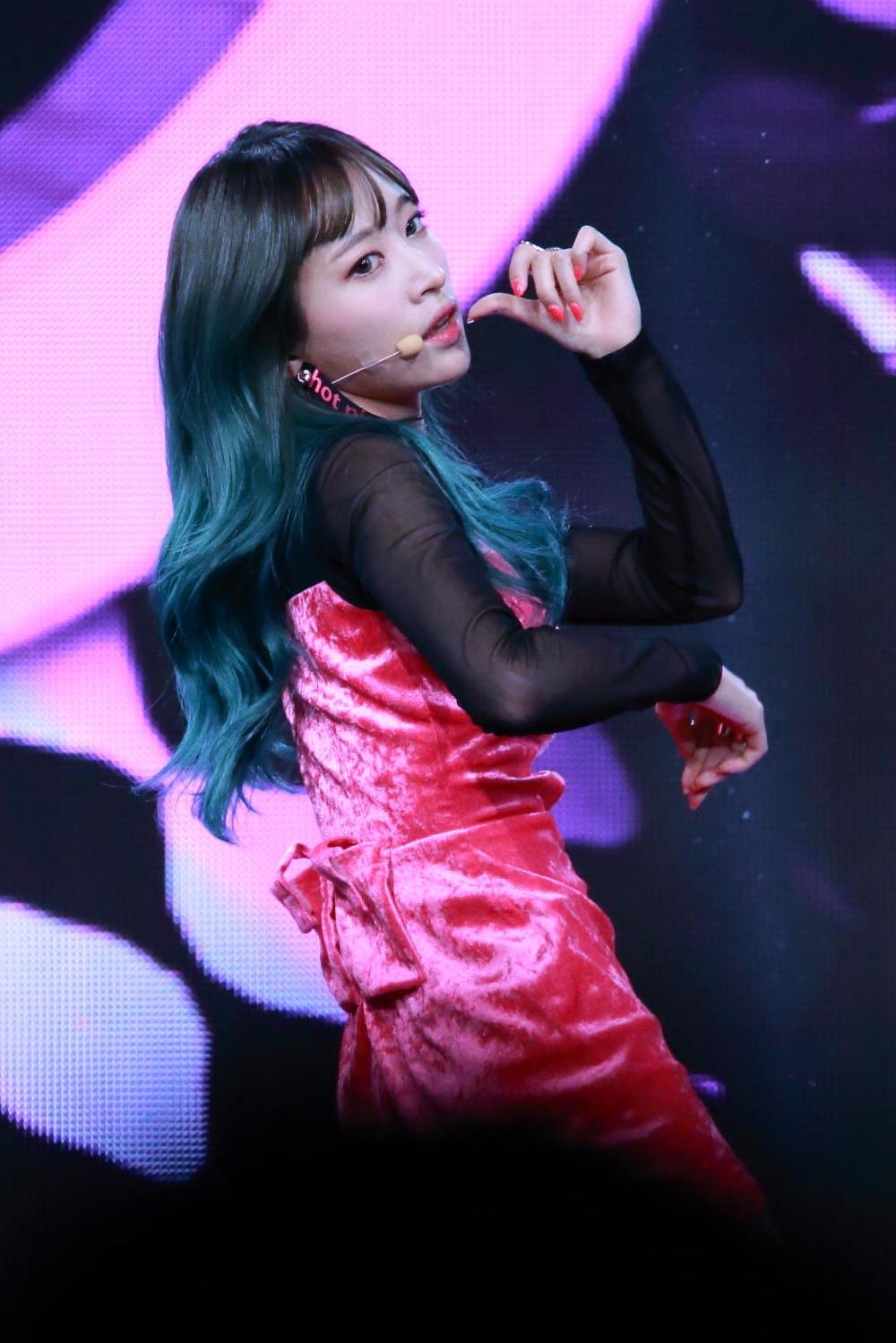
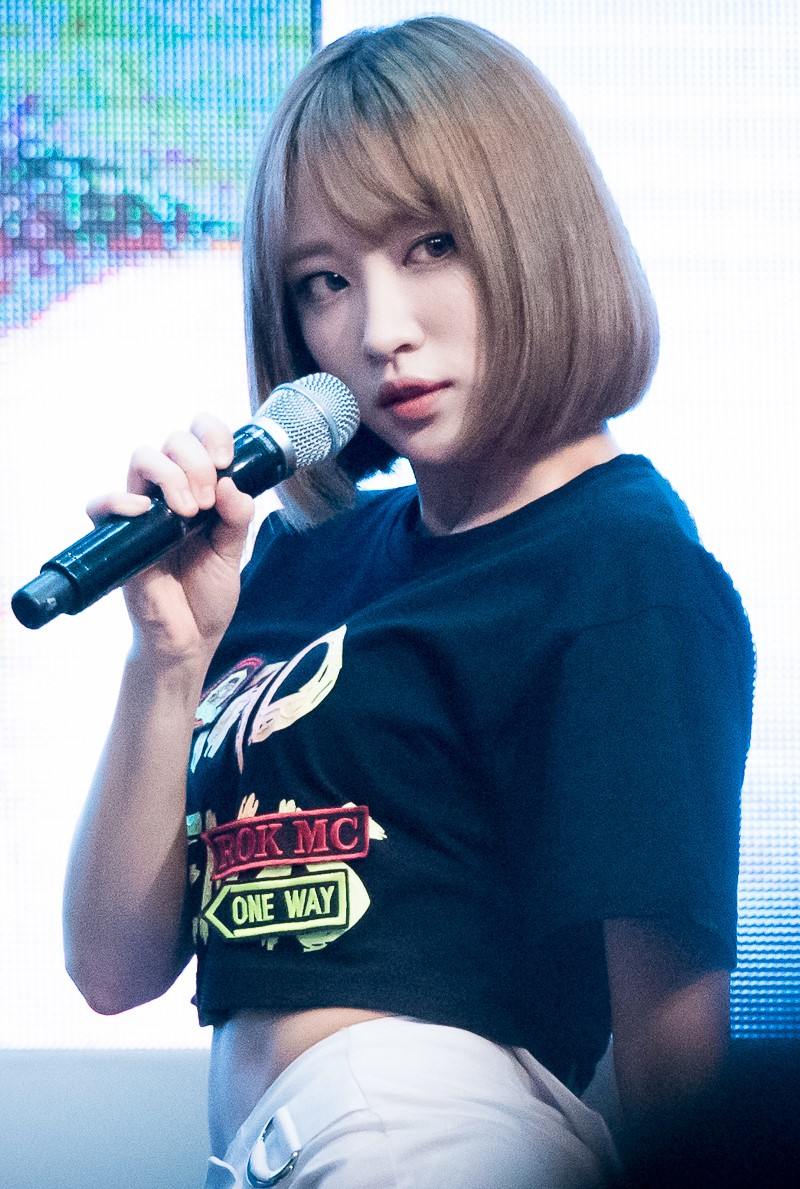
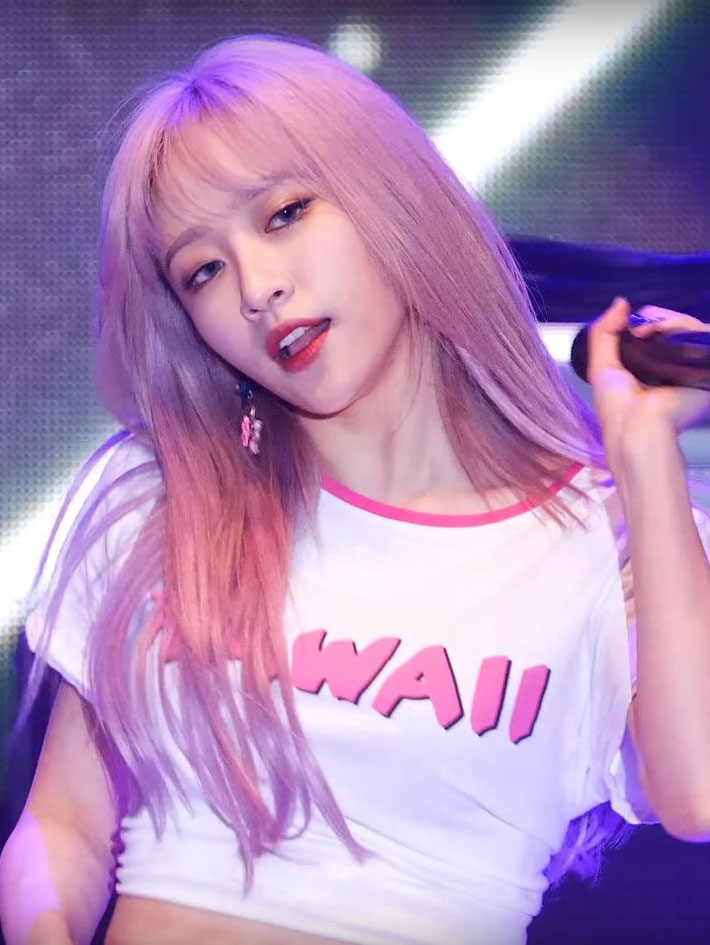
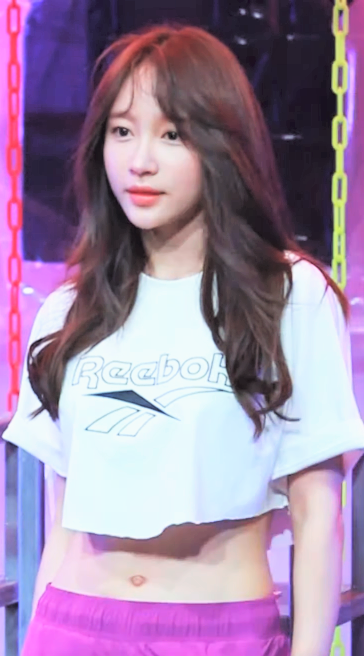
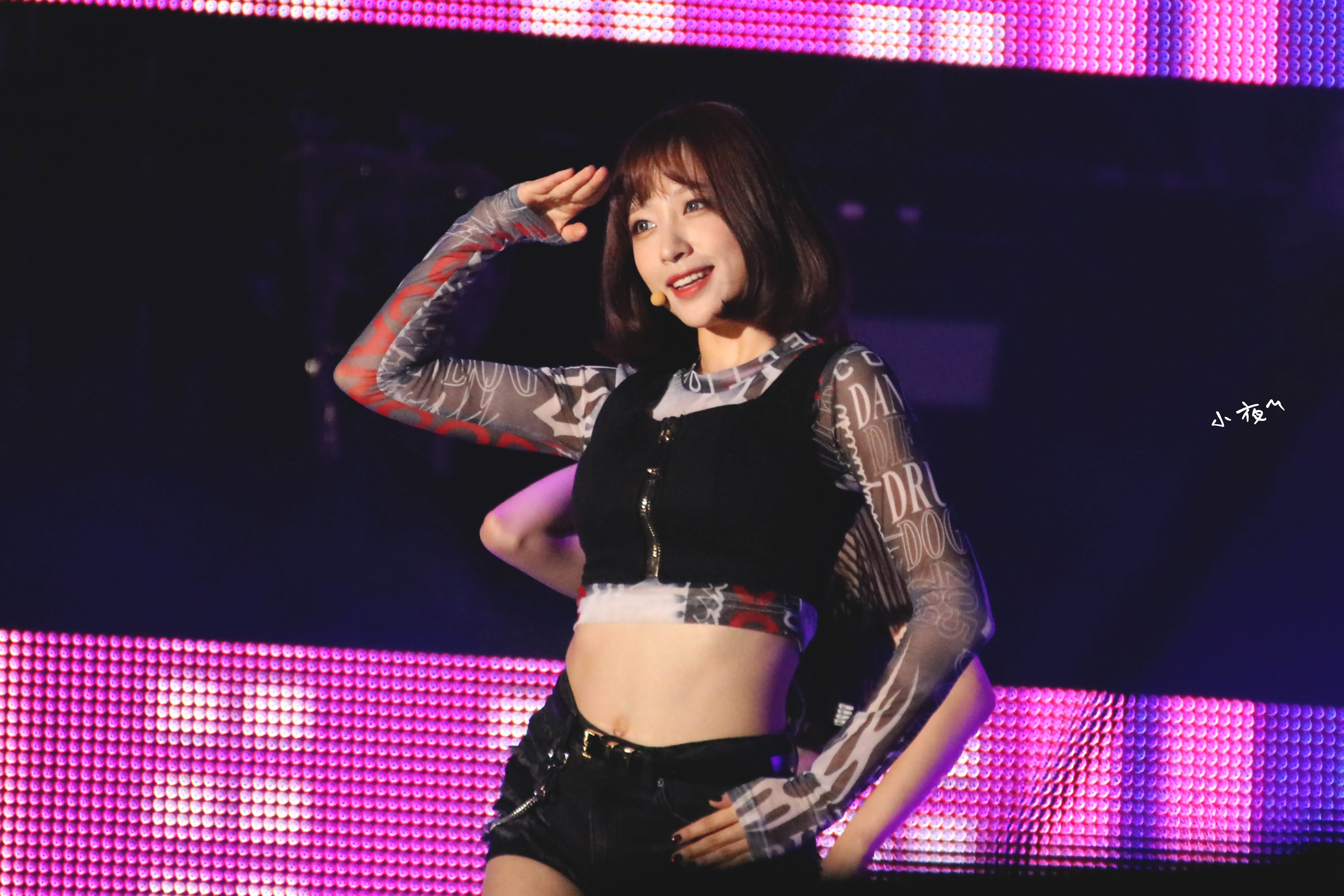
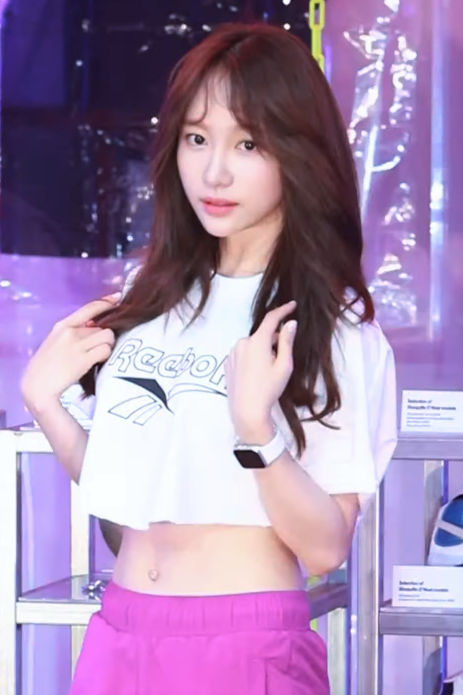
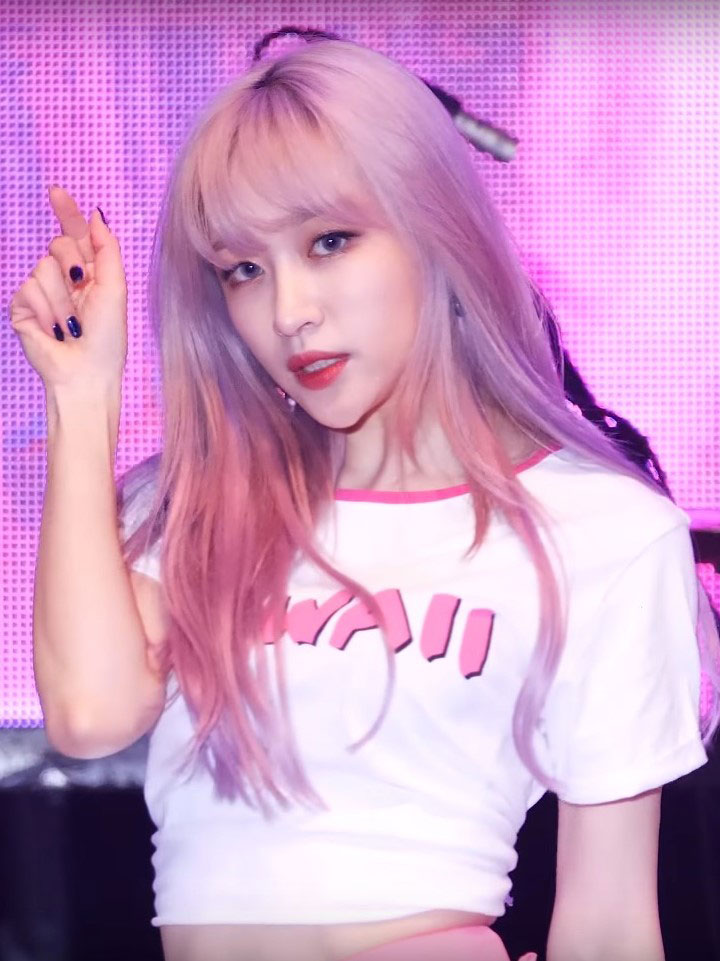
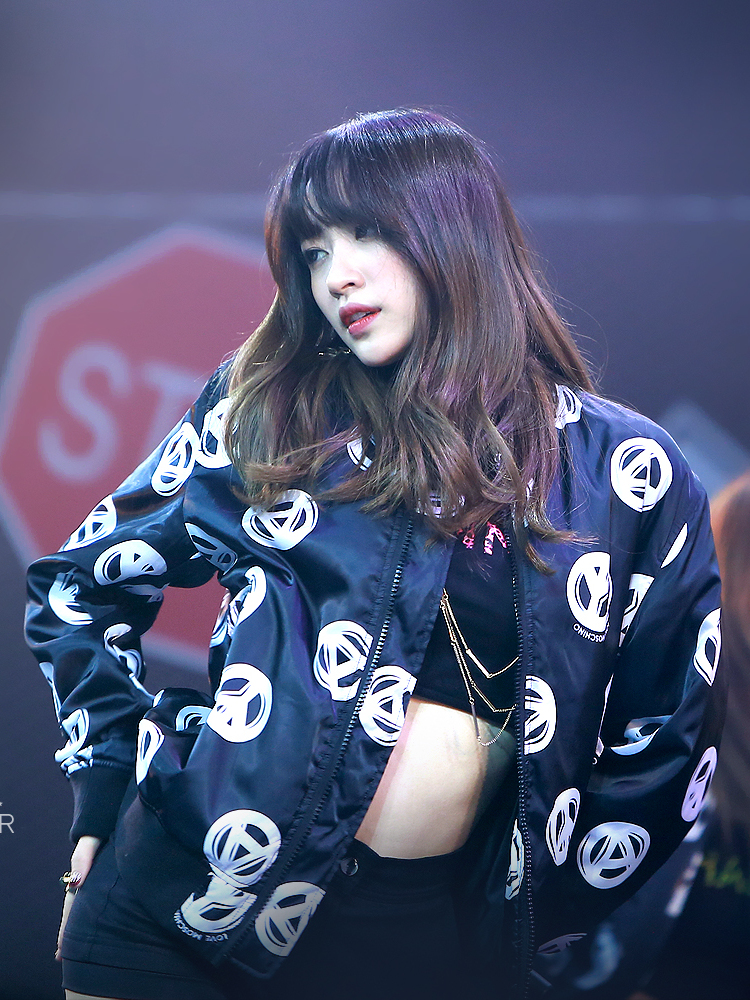
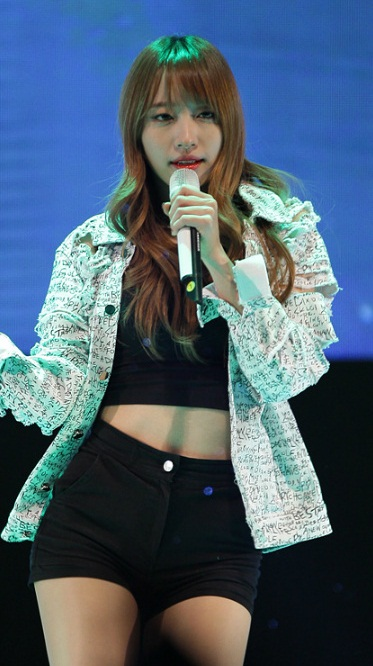

## 음반 활동

### 피처링
- 2014년 R.Tee 〈We Got The World〉
- 2015년 레어 포테이토 〈꾀병〉
- 2015년 켄(빅스) 〈빈틈〉

### 참여
- HONEY BEE (루나, 솔라와 함께)
- IDOL (아이돌 : The Coup) OST Part.6

## 음반 외 활동

### 뮤직 비디오
- 2014년 R.Tee 〈We Got The World〉
- 2015년 매드 클라운 〈화〉

### 프로그램
| 연도   | 채널       | 제목                            | 역할                                  |
| ------ | ---------- | ------------------------------- | ------------------------------------- |
| 2012년 | KBS2       | 비타민                          | 게스트                                |
| 2014년 | KBS2       | 출발드림팀 시즌2                | 게스트                                |
| 2014년 | tvN        | 언제나 칸타레                   | 참가자                                |
| 2014년 | KBS2       | 위기탈출 넘버원                 | 게스트                                |
| 2015년 | KBS2       | 대국민 토크쇼 안녕하세요        | 게스트                                |
| 2015년 | KBS2       | 출발드림팀 시즌2 265회, 266회   | 게스트                                |
| 2015년 | KBS2       | 해피투게더 3 383회              | 게스트                                |
| 2015년 | MBC        | 복면가왕                        | 패널                                  |
| 2015년 | MBC        | 마이 리틀 텔레비전              | 참가자(너 뭐하니?)                    |
| 2015년 | SBS        | 에코빌리지 즐거운 家!           | 게스트                                |
| 2015년 | Mnet       | 야만TV                          | 게스트                                |
| 2015년 | KBS2       | 어 스타일 포 유                 | 진행자                                |
| 2015년 | JTBC       | 나홀로 연애중                   | 가상 연인                             |
| 2015년 | SBS        | 런닝맨 237회, 275회             | 게스트                                |
| 2015년 | JTBC       | 학교 다녀오겠습니다             | 출연진                                |
| 2015년 | JTBC       | 크라임씬 2                      | 출연진                                |
| 2015년 | KBS2       | 개그콘서트                      | 게스트                                |
| 2015년 | SBS        | 놀라운 대회 스타킹              | 게스트                                |
| 2015년 | SBS        | 동상이몽, 괜찮아 괜찮아         | 게스트                                |
| 2015년 | KBS2       | 우리동네 예체능 115회           | 게스트                                |
| 2015년 | KBS2       | 출발 드림팀 시즌2 300회, 301회  | 출연진                                |
| 2015년 | SBS        | 정글의 법칙 in 니카라과         | 출연진                                |
| 2015년 | JTBC       | 투유 프로젝트 - 슈가맨을 찾아서 | 게스트                                |
| 2015년 | JTBC       | 냉장고를 부탁해                 | 게스트                                |
| 2015년 | KBS2       | 2015 KBS 가요대축제             | MC                                    |
| 2016년 | MBC        | 황금어장 라디오스타             | 게스트                                |
| 2016년 | SBS        | 백종원의 3대 천왕               | 진행자                                |
| 2016년 | MBC        | 미스터리 음악쇼 복면가왕        | 참가자 (감기조심하세요 성냥팔이 소녀) |
| 2016년 | MBC every1 | 주간 아이돌                     | 진행자                                |
| 2017년 | MBC        | 은밀하게 위대하게               | 게스트                                |
| 2017년 | KBS2       | 해피투게더                      | 게스트                                |
| 2019년 | SBS        | 런닝맨 448회                    | 게스트                                |
| 2020년 | Mnet       | 달리는 사이                     | 출연진                                |
| 2021년 | KBS2       | 수미산장                        | 공동 MC                               |
| 2021년 | SBS        | 런닝맨 569회                    | 게스트                                |
| 2021년 | JTBC       | K-스타일링 배틀 마법옷장        | 공동 MC                               |
| 2021년 | MBC        | 황금어장 라디오스타             | 게스트                                |
| 2022년 | 웨이브     | 메리퀴어                        | 공동 MC                               |
| 2023년 | MBC        | 선을 넘는 녀석들-더 컬렉션      | 공동 MC                               |
| 2023년 | MBC        | 황금어장 라디오스타             | 게스트                                |
| 2024년 | SBS        | 강심장VS                        | 게스트                                |
| 2024년 | KBS1       | 아주 사적인 여행                | 게스트                                |

### 드라마
| 연도   | 방송사  | 제목                                            | 역할            | 비고         |
| ------ | ------- | ----------------------------------------------- | --------------- | ------------ |
| 2015년 | KBS 2TV | 금토드라마 《프로듀사》                         | 본인            | 특별 출연    |
| 2020년 | MBC     | 금요드라마 《엑스엑스(XX)》                     | 윤나나          |              |
| 2020년 | MBC     | 금요드라마 《시네마틱드라마 SF8 - 하얀 까마귀》 | JUNO            |              |
| 2020년 | MBC     | 수목드라마 《나를 사랑한 스파이》               | 대동강 물수제비 | 특별출연     |
| 2021년 | WAVVE   | 드라마 《유 레이즈 미 업(You Raise We Up)》     | 이루다          | 주연         |
| 2021년 | JTBC    | 드라마 《아이돌: 더 쿠데타》                    | 제나(김제나)    |              |
| 2022년 | tvN     | 월화드라마 《고스트 닥터》                      | 이지우          | 7회 특별출연 |
| 2023년 | Disney+ | 드라마 《사랑이라 말해요》                      | 강민영          |              |

### CF
| 연도   | 제목             | 비고                |
| ------ | ---------------- | ------------------- |
| 2015년 | 클래시 오브 킹즈 | 여전사, 성우        |
| 2017년 | KFC              | 오코노미 온 더 치킨 |
| 2017년 | 호텔스컴바인     | PR 광고             |
| 2017년 | 지앤푸드         | 굽네치킨 갈비천왕   |
| 2019년 | 농업협동조합     | NH 멤버스           |
| 2020년 | 복권위원회       | 홍보대사            |

### 영화
- 《국가대표 2》 (2016년) - 이보미 역(특별출연)
- 《어른들은 몰라요》 (2021년) - 주영 역

## 수상 및 후보
| 연도 | 시상식                      | 부문           | 작품            | 결과 |
| ---- | --------------------------- | -------------- | --------------- | ---- |
| 2019 | 2019 브랜드 고객충성도 대상 | 예능돌 부문    | 빈칸            | 수상 |
| 2021 | 제30회 부일영화상           | 신인여자연기상 | 어른들은 몰라요 | 후보 |